# 加沙殉難記
《加沙殉難記》（英語：Gaza: An Inquest into Its Martyrdom，也譯為《加薩戰火：以色列的侵略, 與巴勒斯坦無解的悲劇》）是美国政治学家和活动家諾曼·芬克爾斯坦创作的关于加沙地带的書，2018年由加州大學出版社出版。書中詳實地記載了以色列對加薩採取的圍困和2016年以前歷次軍事行動，分析了行動的動機和目的。也記述了國際社會的反應，並且詳細地分析了對加沙問題適用的國際法和可能的解決方法。

## 外部連結
- Official website of Norman G. Finkelstein （页面存档备份，存于）